# Robin Froidevaux
Robin Froidevaux (Morges, 17 ottobre 1998) è un pistard e ciclista su strada svizzero che corre per il Tudor Pro Cycling Team. Già pluri-campione nazionale su pista, nel 2022 ha vinto il titolo nazionale in linea su strada.

## Palmarès

### Pista
- 2015

GP Velodromes Romands, Corsa a punti Junior (Aigle)
GP Velodromes Romands, Scratch Junior (Aigle)
- 2016

Campionati svizzeri, Omnium Junior
- 2019

Campionati svizzeri, Omnium
Giochi europei, Americana (con Tristan Marguet)
Campionati svizzeri, Americana (con Théry Schir)
4ª prova Coppa del mondo 2019-2020, Inseguimento a squadre (Cambridge, con Claudio Imhof, Stefan Bissegger, Lukas Rüegg e Mauro Schmid)
- 2020

Three Days Aigle, Americana (con Thery Schir)
Campionati svizzeri, Velocità
Campionati svizzeri, Americana (con Théry Schir)
- 2021

Campionati svizzeri, Americana (con Théry Schir)
Track Cycling Challenge, Americana (Grenchen, con Tristan Marguet)

### Strada
- 2022 (Swiss Racing Academy, due vittorie)

3ª tappa Istrian Spring Trophy (Pisino > Umago)
Campionati svizzeri, Prova in linea

#### Altri successi
- 2019 (Akros-Thömus)

2ª tappa Tour de l'Avenir (Eymet > Bergerac, cronosquadre, con la Nazionale svizzera)
- 2022 (Swiss Racing Academy)

Classifica a punti Istrian Spring Trophy

### Gravel
- 2022

Serenissima Gravel

## Piazzamenti

### Grandi Giri
- Giro d'Italia

2024: 136°

### Competizioni mondiali
- Campionati del mondo su pista

Astana 2015 - Inseguimento a squadre Junior: 2º
Astana 2015 - Omnium Junior: 10º
Pruszków 2019 - Inseguimento a squadre: 6º
Pruszków 2019 - Americana: 10º
Berlino 2020 - Inseguimento a squadre: 6º
Berlino 2020 - Americana: 8º
Roubaix 2021 - Scratch: 12º
Roubaix 2021 - Americana: 7º
- Campionati del mondo su strada

Richmond 2015 - In linea Junior: 35º
Doha 2016 - In linea Junior: ritirato
Yorkshire 2019 - Staffetta mista: 6º
Yorkshire 2019 - In linea Under-23: 23º
- Giochi olimpici

Tokyo 2020 - Inseguimento a squadre: 8º
Tokyo 2020 - Americana: 7º
- Campionati del mondo gravel

Veneto 2022 - Elite: 31º

### Competizioni europee
- Campionati europei su pista

Atene 2015 - Corsa a punti Junior: 17º
Atene 2015 - Americana Junior: 7º
Anadia 2017 - Corsa a punti Under-23: 5º
Anadia 2017 - Corsa a eliminazione Under-23: 11º
Aigle 2018 - Inseguimento a squadre Under-23: 2º
Aigle 2018 - Corsa a punti Under-23: 6º
Gand 2019 - Inseguimento a squadre Under-23: 3º
Gand 2019 - Omnium Under-23: 4º
Gand 2019 - Americana Under-23: 3º
Apeldoorn 2019 - Americana: 7º
Fiorenzuola d'Arda 2020 - Inseg. a sq. Under-23: 4º
Fiorenzuola d'Arda 2020 - Americana Under-23: 2º
- Campionati europei su strada

Plumelec 2016 - In linea Junior: 9º
Alkmaar 2019 - In linea Under-23: 8º
Plouay 2020 - In linea Under-23: 22º
Plouay 2020 - Staffetta mista: 2º
- Giochi europei

Minsk 2019 - In linea: 8º
Minsk 2019 - Inseguimento a squadre: 3º
Minsk 2019 - Americana: vincitore